# 极道吸血少女鬼龙院伽耶
《極道吸血少女鬼龍院伽耶》是日本漫畫家三色網戸。創作的日本漫画作品。於《月刊龙时代》（富士見書房）2012年1月号到2013年4月号期間連載。單行本全3卷。中文版由台湾角川代理发行。

## 劇情簡介
主角叶冢忠义被像丧尸的怪物追杀，但鬼龙院伽耶来救他并要求他提供血液。
原本主角抱着认为包括吸血鬼在内的妖怪能和人类和平的美好理想，之后发现妖怪圈养人类的血库牧场，就被事实破灭梦想震惊了。

## 登場人物
葉塚忠義
小时候在修道院长大的孤儿，伽耶签约提供血液。
鬼龙院伽耶 / 鬼龙院萱
鬼龙院家第八代当家，是少数能发挥自身全部能力的吸血鬼。

## 出版書籍
| 冊數 | 富士見書房   | 富士見書房             | 台灣角川      | 台灣角川               |
| 冊數 | 發售日期     | ISBN                   | 發售日期      | ISBN                   |
| ---- | ------------ | ---------------------- | ------------- | ---------------------- |
| 1    | 2012年8月9日 | ISBN 978-4-04-712820-0 | 2013年4月19日 | ISBN 978-986-325-326-6 |
| 2    | 2013年1月9日 | ISBN 978-4-04-712847-7 | 2013年10月9日 | ISBN 978-986-325-619-9 |
| 3    | 2013年6月7日 | ISBN 978-4-04-712875-0 | 2014年6月13日 | ISBN 978-986-366-013-2 |